# Candice Night
Candice Night (Hauppauge, Long Island, Nueva York, 8 de mayo de 1971) es una cantante estadounidense, reconocida por su asociación con el músico británico Ritchie Blackmore, uno de los fundadores de Deep Purple, con quien formó la banda de música renacentista Blackmore's Night. También colaboró junto a Blackmore en la composición de varios temas de la última etapa de Rainbow.

## Carrera
Su nombre de nacimiento es Candice Lauren Isralow. A los doce años apareció en algunas campañas publicitarias como modelo.
Candice y Blackmore conformaron el dúo Blackmore's Night, interpretando música medieval, donde Night lleva las riendas en la vocalización. Además, toca numerosos instrumentos de viento, como el Shawm inglés, la cornamusa, el rauschpfeife alemán, el whistle y el punteiro gallego.
Night también aparece en el 2005 como vocalista invitada en la balada "Light the Universe" junto a la banda de power metal Helloween, del álbum Keeper of the Seven Keys: The Legacy. Además participó en la opera rock Aina, donde representó a Oria.
Actualmente, se encuentra casada con Ritchie Blackmore y tiene una hija, Autumn Esmeralda, que inspiró el disco de la banda Autumn Sky, que se lanzó en septiembre de 2010. "Highland" fue el primer sencillo escogido para el álbum, una versión del tema del grupo sueco One More Time. En junio de 2013 vio la luz The Dancer and The Moon y dos años después All Our Yesterdays, su trabajo más reciente.

## Discografía

### Con Blackmore's Night
- Shadow of the Moon - 1997
- Under a Violet Moon - 1999
- Fires at Midnight - 2001
- Past Times with Good Company - 2002 (directo)
- Ghost of a Rose - 2003
- Beyond the Sunset: The Romantic Collection - 2004 (recopilatorio)
- Castles & Dreams - 2005 (directo)
- Village Lanterne - 2006
- Winter Carols - 2006
- Paris Moon - 2007 (directo)
- Secret Voyage - 2008
- Autumn Sky - 2010
- Dancer & The Moon - 2013
- All Our Yesterdays - 2015
- Nature's Light - 2021

### Solista
- Reflections - 2011

### Singles
- Black Roses - 2011
- Call it Love - 2012

### Colaboraciones
- Rainbow: Stranger In Us All - 1994
- Helloween: Keeper of the Seven Keys: The Legacy - 2005
- Beto Vázquez Infinity: Beto Vázquez Infinity - 2001
- Avantasia: Moonglow - 2019
- dArtagnan: We're gonna be drinking - 2022